# Tony Peillon
Pour les articles homonymes, voir Peillon (homonymie).
Ne doit pas être confondu avec le criminel Tony Meilhon.
 (août 2024).
Tony Peillon est un escroc français, né le 20 janvier 1996 en Thaïlande.

## Biographie
Tony Peillon naît le 20 janvier 1996 en Thaïlande. Abandonné, il est adopté à l'âge de trois ans par un couple français et grandit à Millau, puis à Albi.
Peu avant le baccalauréat il abandonne ses études et commence à se créer, à Paris, de fausses identités pour escroquer ses interlocuteurs. Il se fait connaître par ces escroqueries en série,.
Surnommé « le Rocancourt tarnais » (par référence à Christophe Rocancourt), il est condamné à deux ans de prison pour des faits d’escroquerie, de filouterie et d’abus de confiance, subis par huit victimes entre décembre 2016 et août 2018, notamment à Albi et à Saint-Nazaire.
Selon Le Parisien, il tente ensuite de vendre illégalement du matériel aux forces armées en Ukraine. Basé à  Medyka, il se fait alors passer pour un faux militaire pour intégrer un groupe de volontaires qui sécurisaient le camp de réfugiés. Le militant Thierry-Paul Valette, membre du groupe, se fera lui aussi avoir par l'escroc qui sera finalement arrêté en mars 2022 sur le chemin du retour. Il est condamné à huit mois de prison pour détention, acquisition, importation et transports d’armes.
Il est jugé à Albi, en janvier 2025, pour des accusations de viols, de soumission chimique et d'agression sexuelle sur six femmes,.

## Filmographie
En mars 2019, TF1 lui consacre un reportage dans l'émission Sept à huit Life.